# Ricardo Zúñiga Carrasco
Ricardo Zúñiga Carrasco (Sabadell, 17 de setembre de 1957) és un ciclista català, ja retirat, que fou professional entre 1979 i 1987. El seu principal èxit esportiu fou la victòria en una etapa de la Volta a Catalunya de 1979 amb final al coll de Pal.

## Palmarès
- 1979
  - Vencedor d'una etapa de la Volta a Catalunya
  - Vencedor d'una etapa de la Vuelta a los Valles Mineros
- 1981
  - Vencedor d'una etapa de la Volta a Castella
- 1986
  - Vencedor d'una etapa de la Volta als Tres Cantos

### Resultats a la Volta a Espanya
- 1979. 28è de la classificació general
- 1980. 23è de la classificació general
- 1981. 39è de la classificació general
- 1982. Abandona
- 1984. 75è de la classificació general
- 1985. 82è de la classificació general
- 1987. 69è de la classificació general
- 1988. 84è de la classificació general

### Resultats al Tour de França
- 1985. Abandona (8a etapa)